# Aspidoscelis sackii
Espèce
Synonymes
- Cnemidophorus sackii Wiegmann, 1834
- Cnemidophorus bocourti Boulenger, 1885
- Cnemidophorus mexicanus balsas Gadow, 1906
- Cnemidophorus mexicanus typica Gadow, 1906
- Cnemidophorus communis australis Gadow, 1906
- Cnemidophorus sackii gigas Davis & Smith, 1952
- Aspidoscelis sacki (Wiegmann, 1834)

Statut de conservation UICN

 LC  : Préoccupation mineure
Aspidoscelis sackii est une espèce de sauriens de la famille des Teiidae.

## Répartition
Cette espèce se rencontre :
- au Guatemala ;
- dans le Sud du Mexique.

## Sous-espèces
Selon The Reptile Database (11 mai 2012) :
- Aspidoscelis sackii australis (Gadow, 1906)
- Aspidoscelis sackii bocourti (Boulenger, 1885)
- Aspidoscelis sackii gigas (Davis & Smith, 1952)
- Aspidoscelis sackii sackii (Wiegmann, 1834)

## Étymologie
Cette espèce est nommée en l'honneur de Count von Sack qui a collecté les spécimens types.

## Publications originales
- Boulenger, 1885 : Catalogue of the lizards in the British Museum (Natural History) II. Iguanidae, Xenosauridae, Zonuridae, Anguidae, Anniellidae, Helodermatidae, Varanidae, Xantusiidae, Teiidae, Amphisbaenidae, Second edition, London, vol. 2, p. 1-497 (texte intégral).
- Davis & Smith, 1952 : A new whiptailed lizard (Genus Cnemidophorus) from Mexico. Herpetologica, vol. 8, p. 97-100.
- Gadow, 1906 : A contribution to the study of evolution based upon the Mexican species of Cnemidophorus. Proceedings of the Zoological Society of London, vol. 1906, p. 277-375 (texte intégral).
- Wiegmann, 1834 : Herpetologia mexicana, seu Descriptio amphibiorum Novae Hispaniae quae itineribus comitis De Sack, Ferdinandi Deppe et Chr. Guil. Schiede in Museum zoologicum Berolinense pervenerunt. Pars prima saurorum species amplectens, adjecto systematis saurorum prodromo, additisque multis in hunc amphibiorum ordinem observationibus. Lüderitz, Berlin, p. 1-54 (texte intégral).